# Olivier Choinière
Pour les articles homonymes, voir Choinière.
Olivier Choinière, né le 10 juillet 1973 à Granby, est un dramaturge québécois.

## Biographie
Après l'obtention de son diplôme en écriture dramatique de l'École nationale de théâtre du Canada en 1996, Olivier Choinière écrit sa première pièce, Le Bain des raines, jouée, en 1998, dans une piscine désaffectée de Montréal.  La pièce se retrouve parmi les finalistes du Prix du Gouverneur général du Canada.  En 2006, Venise-en-Québec est montée au Théâtre d'Aujourd'hui. Félicité, créée à La Licorne à l'automne 2007, puis traduite par Caryl Churchill, est présentée au Royal Court Theatre de Londres en 2008.  Olivier Choinière a adapté la comédie musicale américaine Grease de Warren Casey et Jim Jacobs et traduit les pièces Cette fille-là de Joan MacLeod, Howie le rookie de Mark O'Rowe et Contes d'un Indien urbain de Darrell Dennis.

## Principales œuvres théâtrales
- 1996 : Le Bain des raines, Montréal, Dramaturges éditeurs  (ISBN 978-2922182187)
- 1999 : Autodafé, Montréal, Dramaturges éditeur  (ISBN 978-2922182859)
- 2001 : Venise-en-Québec, Montréal, Dramaturges éditeur  (ISBN 978-2922182804)
- 2002 : Jocelyne en dépression, Montréal, Dramaturges éditeur  (ISBN 978-2922182484)
- 2003 : Beauté intérieure, Montréal, Dramaturges éditeur  (ISBN 978-2922182583)
- 2004 : Félicité, Montréal, Montréal, Dramaturges éditeurs  (ISBN 978-2922182989)

## Prix
- 2014 : Récipiendaire du Prix Siminovitch[3]
- 2015 : Prix Michel-Tremblay[4]